# Ca la Feua
Ca la Feua és una obra del municipi de Vilajuïga (Alt Empordà) inclosa en l'Inventari del Patrimoni Arquitectònic de Catalunya.

## Descripció
Situada al nord del nucli urbà de Vilajuïga, al bell mig del veïnat de Dalt de la població, al carrer Pere Serra.
Es tracta d'un edifici de planta rectangular, amb la coberta a dues vessants de teula, adossat a una altra construcció. Està distribuït en planta baixa i pis, amb un jardí al costat nord-oest que continua a la part posterior. La portal principal, amb llinda de fusta, està ubicada al mur sud i es troba protegida per un cos adossat, que presenta una gran arcada de mig punt al centre. L'arcada està bastida amb lloses de pedra disposades a sardinell, excepte a la zona central, on presenta una refecció amb prims maons igualment disposats. El basament de l'arcada és de secció quadrada. L'intradós conserva restes del parament encanyissat. El cos adossat fa les funcions de terrassa al nivell de la primera planta, la qual té una finestra rectangular amb llinda de fusta refeta. La façana oest presenta un estret cos adossat, amb coberta a un sol vessant, fins a l'altura del pis. Té un esvelt arc de mig punt, bastit amb maons disposats a pla i que es recolza a la façana de la casa, el qual permet el pas per l'interior de l'estructura. Als costats hi ha una finestra refeta amb llinda de fusta i una porta rectangular. Tota la construcció és de pedra desbastada de diverses mides i maons, lligat amb morter de calç.